# Anomalia Espiral na Noruega (2009)

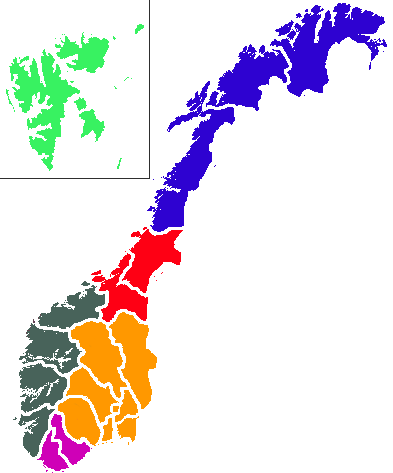
Mapa da Noruega, onde a luz foi observada nas partes vermelha (Trøndelag) e azul (Noruega Setentrional).

A anomalia espiral de 2009 apareceu no céu noturno sobre a Noruega, e foi avistada e fotografada no norte da Noruega e na Suécia. A espiral consistia em um feixe de luz azul com uma espiral acinzentada que emanava de uma das extremidades. A luz podia ser vista em toda Trøndelag, ao sul (os dois condados vermelhos no mapa à direita) e nos três condados do norte que compõem a Noruega Setentrional, e também no norte da Suécia, e durou 10 minutos. Segundo fontes, parecia uma luz azul que vinha de trás de uma montanha, parando no ar e começando a espiralar para fora. Um evento semelhante, embora menos espetacular, também ocorreu na Noruega no mês anterior. Ambos os eventos tinham características visuais associadas a falhas durante voos de MBLSs russos RSM-56 Bulava, e o Ministério da Defesa da Rússia disse pouco depois que um teste falho ocorreu em 9 de dezembro.

## Especulações iniciais
Centenas de ligações inundaram o Instituto Meteorológico da Noruega pois os moradores das áreas afetadas queriam saber o que exatamente estavam vendo. O astrônomo norueguês Knut Jørgen Røed Ødegaard apontou que a área sobre a qual a luz havia sido observada era excepcionalmente grande, cobrindo todo o norte da Noruega e Trøndelag. Também foi sugerido que o evento poderia ter sido uma variante rara e nunca antes vista da aurora boreal.
Entusiastas de OVNIs imediatamente começaram a especular se a exibição de luz aérea poderia ser evidência de inteligência extraterrestre propondo, entre outras coisas, que poderia ser um buraco de minhoca se abrindo, ou que de alguma forma estava ligada às recentes experiências realizadas no Grande Colisor de Hádrons na Suíça.

## Explicação oficial russa
No dia 10 de dezembro de 2009, o Ministério da Defesa da Rússia sugeriu uma explicação, afirmando que um teste de míssil Bulava havia falhado. Segundo um porta-voz, "os dois primeiros estágios do míssil funcionaram normalmente, mas houve um defeito técnico no terceiro estágio da trajetória." O analista de defesa russo Pavel Felgenhauer afirmou à AFP que "essas luzes e nuvens por vezes aparecem quando um míssil falha nas camadas superiores da atmosfera, e já foram relatadas anteriormente... Pelo menos este teste falhado produziu bons fogos de artifício para os noruegueses." Antes da declaração russa, Jonathan McDowell, astrofísico do Centro de Astrofísica Harvard-Smithsonian, já havia sugerido que a exibição incomum de luz tivesse ocorrido quando a tubeira do terceiro estágio do míssil foi danificada, causando a saída do escapamento pela lateral, fazendo com que o míssil girasse.